# Vitória de Santo Antão
Vitória de Santo Antão é um município brasileiro do estado de Pernambuco, Região Nordeste do país, distante 46 quilômetros da capital estadual, Recife. Em 2021, o Instituto Brasileiro de Geografia e Estatística (IBGE) estimou sua população em 140.389 habitantes, sendo o décimo mais populoso município pernambucano, o quarto mais populoso do interior do estado e o mais populoso da Zona da Mata. Vitória de Santo Antão é a única cidade das Américas a ter Santo Antão como padroeiro. A cidade é retratada na música "Vitória de Santo Antão" gravada por Luiz Gonzaga no disco São João do Araripe, lançado em 1968, foi cenário dos filmes Cabra Marcado para Morrer e Lisbela e o Prisioneiro.

## História
Evoluindo sucessivamente da condição de povoação a freguesia, passando posteriormente à categoria de vila pelo Alvará Régio de 27 de Julho de 1811, assinado pelo então Príncipe Regente D. João, o município foi oficialmente instalado em 28 de maio de 1812.
Do seu território, faziam parte as freguesias de Bezerros e Santo Antão, abrangendo uma grande extensão de terra, "correspondendo, hoje, as áreas ocupadas pelos municípios de Vitória de Santo Antão, Pombos, Chã Grande, Gravatá, Bezerros, Caruaru, Bonito, São Caetano, Sairé, Camocim de São Félix, São Joaquim, Barra de Guabiraba, Riacho das Almas e Cortês".
Pela Lei Provincial nº 113, de 6 de maio de 1843, sancionada pelo Barão da Boa Vista, então Presidente da Província de Pernambuco, foi elevada à condição de cidade, tendo seu nome mudado para Cidade de Victória, em homenagem à batalha ganha pelos pernambucanos sobre os holandeses no Monte das Tabocas. Este nome não permaneceu devido a existência de um Decreto-lei que proibia a existência de duplicatas na toponímia nacional.
Após muita discussão, foi definitivamente aceito e reconhecido o nome da Vitória de Santo Antão, em 31 de dezembro de 1943, pelo Decreto-lei Estadual nº 952, para município, comarca, termo e distrito.
A ocupação das terras integrantes do município se deu no século XVII, época quando os lavradores e criadores se fixaram no vale do Tapacurá. A formação municipal teve início com a chegada do português Diogo Braga, oriundo da Ilha de Santo Antão, no Arquipélago de Cabo Verde, no ano de 1626, quando se estabeleceu nas terras com o intuito de desenvolver atividades agropastoris.
Em 1774, a cidade de Braga foi chamada de Santo Antão da Mata, quando já tinha população estimada em 4866 habitantes. Aos sábados eram realizadas feiras livres, onde os moradores fabricavam seus produtos artesanalmente, para atender comboios que vinham do sertão de Minas para comprar esses gêneros. Aém de sua situação privilegiada em termos de cursos d’água, situava-se como ponto de passagem do caminho que de destinava ao São Francisco através do Vale do Mocotó. O povoado, nessa condição, deve ter tido um relevante papel comercial, no qual se destaca o fato de que “em suas feiras semanais, os tropeiros vendiam gado para o abastecimento de Olinda e Recife.

## Geografia
Vitória de Santo Antão é a décima cidade mais populosa do estado de Pernambuco, situando-se na latitude 8°07'04'' sul e na longitude 35°18'57'' oeste. O município ocupa uma área de 336,573 quilômetros quadrados, dois quais 15,50 km² correspondem ao perímetro urbano. Está localizada à 50 km da capital Recife, e é considerada um importante polo regional da Zona da Mata devido a seu papel na produção de hortaliças, na concentração de grandes industrias, contendo ainda, um setor comercial expressivo, que atrai consumidores de municípios limítrofes.

### Geomorfologia
O município está localizado no sopé do Planalto da Borborema e próximo à planície costeira, que é marcada pela formação do Grupo Barreiras. A cidade apresenta uma topografia média de 157 metros de altitude, com elevações que variam em torno de 200 metros ao seu redor, especialmente em seu setor norte, sul e oeste, onde a região é bastante movimentada e irregular. 
O relevo local é caracterizado pela predominância de colinas onduladas, vales e morros dissecados, compostos superficialmente, por latossolos amarelos, que são profundos e bem drenados, argissolos, utilizados bastante na agricultura local, planossolos e neossolos flúvicos, principalmente próximos a drenagens e áreas de deposicionais mais rebaixadas da cidade.
Na área urbana distinguem-se regiões situadas a altitudes elevadas, como as que abrangem os bairros residenciais da Bela Vista, Alto José Leal, Jardim São Pedro, Nossa Senhora do Amparo, Jardim Ipiranga e Mário Bezerra.

### Hidrografia

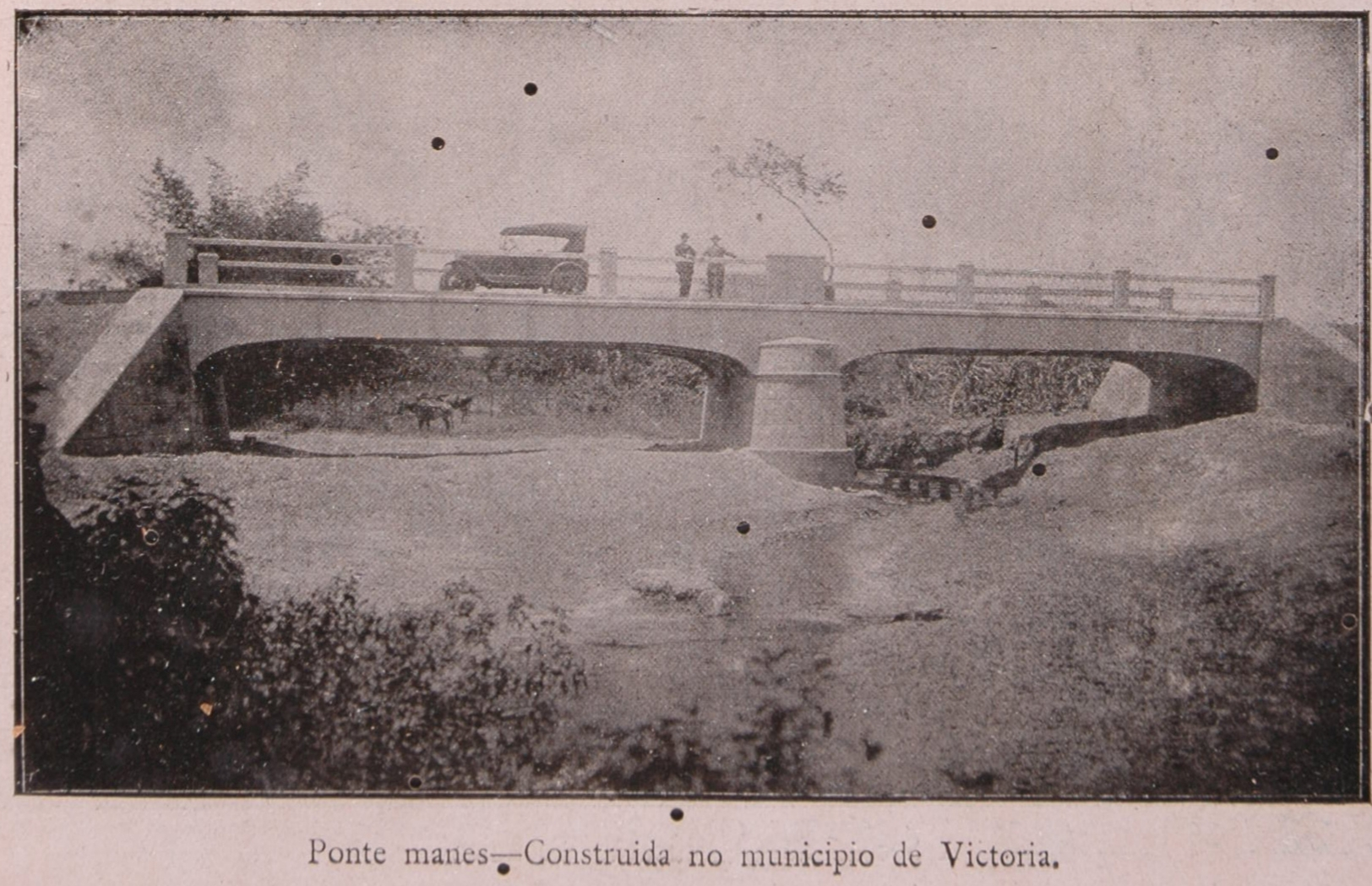
Fotografia da Ponte do Amparo, após sua inauguração em 1928

O Município de Vitória de Santo Antão abrange porções superiores de importantes bacias hidrográficas da Zona da Mata do Estado de Pernambuco, como a Bacia do Rio Tapacurá, que corta o município e é um dos mais importantes afluentes do Capibaribe. Seus afluentes são: o Rio Natuba, Riacho Ronda, Pacas, Mocotó. 
Abrange também a bacia do Rio Jaboatão que abastece a cidade de Moreno, Pirapama que nasce no município, e pequena parte da Bacia do Rio Ipojuca servindo de limite com o município de Primavera.
Parte da cidade de Vitória de Santo Antão está localizada na planície de inundação da Bacia do Tapacurá, tornando-a vulnerável a eventos climáticos extremos causados por chuvas intensas. A ocupação urbana nas áreas marginais do Rio, contribui para inundações severas nesses períodos de alta precipitação. A falta de planejamento adequado e a ocupação desordenada dessas áreas, muitas vezes em zonas de risco, dificultam a drenagem da água e aumentam os danos à infraestrutura.

### Clima
O clima de Vitória de Santo Antão é o tropical, do tipo As' o município esta localizado bem na divisa entre o semiárido (a apenas 36 km de Gravatá município semiárido) e a zona da mata as chuvas em Vitória de Santo Antão são bem distribuídas ao longo do ano a precipitação média anual e de 1.400 mm. O verão é quente e seco, com máximas entre 25 °C e 35 °C, com mínimas entre 17 °C e 20 °C. Tem invernos chuvosos e amenos, com mínimas entre 16 °C e 19 °C, com máximas entre 22 °C e 26 °C .
| Dados climatológicos para Vitória de Santo Antão   | Dados climatológicos para Vitória de Santo Antão | Dados climatológicos para Vitória de Santo Antão | Dados climatológicos para Vitória de Santo Antão | Dados climatológicos para Vitória de Santo Antão | Dados climatológicos para Vitória de Santo Antão | Dados climatológicos para Vitória de Santo Antão | Dados climatológicos para Vitória de Santo Antão | Dados climatológicos para Vitória de Santo Antão | Dados climatológicos para Vitória de Santo Antão | Dados climatológicos para Vitória de Santo Antão | Dados climatológicos para Vitória de Santo Antão | Dados climatológicos para Vitória de Santo Antão | Dados climatológicos para Vitória de Santo Antão |
| Mês                                                | Jan                                              | Fev                                              | Mar                                              | Abr                                              | Mai                                              | Jun                                              | Jul                                              | Ago                                              | Set                                              | Out                                              | Nov                                              | Dez                                              | Ano                                              |
| -------------------------------------------------- | ------------------------------------------------ | ------------------------------------------------ | ------------------------------------------------ | ------------------------------------------------ | ------------------------------------------------ | ------------------------------------------------ | ------------------------------------------------ | ------------------------------------------------ | ------------------------------------------------ | ------------------------------------------------ | ------------------------------------------------ | ------------------------------------------------ | ------------------------------------------------ |
| Temperatura máxima média (°C)                      | 33,3                                             | 33,5                                             | 33,9                                             | 33                                               | 31,5                                             | 30,2                                             | 29,5                                             | 29,8                                             | 31,4                                             | 32,6                                             | 33,1                                             | 33,3                                             | 32,1                                             |
| Temperatura média compensada (°C)                  | 26,2                                             | 26,8                                             | 26,8                                             | 26,4                                             | 25,5                                             | 24,4                                             | 23,6                                             | 23,5                                             | 24,4                                             | 25,3                                             | 25,9                                             | 26,3                                             | 25,4                                             |
| Temperatura mínima média (°C)                      | 22,3                                             | 22                                               | 22                                               | 21,7                                             | 21,3                                             | 20,9                                             | 20,1                                             | 20,7                                             | 20,3                                             | 20,8                                             | 21,4                                             | 21,7                                             | 21,3                                             |
| Precipitação (mm)                                  | 63,7                                             | 69,4                                             | 74,5                                             | 111,4                                            | 136,3                                            | 185,5                                            | 131,1                                            | 81,9                                             | 34,1                                             | 22,7                                             | 22,2                                             | 36,3                                             | 969                                              |
| Dias com precipitação (≥ 1 mm)                     | 7                                                | 7                                                | 9                                                | 11                                               | 13                                               | 16                                               | 17                                               | 13                                               | 7                                                | 5                                                | 4                                                | 5                                                | 114                                              |
| Fonte: Atlas Climatológico do Estado de Pernambuco |                                                  |                                                  |                                                  |                                                  |                                                  |                                                  |                                                  |                                                  |                                                  |                                                  |                                                  |                                                  |                                                  |

### Vegetação
O bioma presente na cidade é a Mata Atlântica, adotando características da floresta ombrófila densa e da floresta estacional semidecidual, principalmente no setor oeste, considerando que está situada em um espaço de transição entre as ecorregiões da Mata Atlântica e da Caatinga. As áreas mais úmidas são marcadas por vegetação densa e fechada com folhas perenes, contendo bastante bambuzais, arbustos e cipós; além de uma vegetação semiaberta com a queda de folhas em períodos de estiagem. 
A Mata Atlântica foi bastante devastada no estado de Pernambuco, há poucos fragmentos de vegetação nativa remanescente no município devido a expansão da cana-de-açúcar desde o período colonial e com a crescente agricultura e pecuária que substitui a vegetação por grandes pastos, áreas de colheitas e árvores exóticas.

## Demografia

### Censo de 2022
| Cor/Raça  | Percentagem |
| --------- | ----------- |
| Brancos   | 35.7%       |
| Negros    | 9.6%        |
| Pardos    | 54.3%       |
| Amarelos  | 0.1%        |
| Indígenas | 0.1%        |

### Censo de 2010
| Cor/Raça  | Percentagem |
| --------- | ----------- |
| Brancos   | 37.8%       |
| Negros    | 5.5%        |
| Pardos    | 56.2%       |
| Amarelos  | 0.3%        |
| Indígenas | 0.2%        |

### Censo de 2000
| Cor/Raça  | Percentagem |
| --------- | ----------- |
| Brancos   | 47.7%       |
| Negros    | 4.8%        |
| Pardos    | 47.2%       |
| Amarelos  | 0.1%        |
| Indígenas | 0.1%        |

### Religião
Vitória de Santo Antão é uma cidade essencialmente religiosa e tradicionalmente cristã, com predominância de católicos romanos e evangélicos, destacam-se, entre as igrejas protestantes: Assembleia de Deus, Adventista do Sétimo Dia, Universal do Reino de Deus, Igreja Batista,  Presbiteriana do Brasil e outras denominações históricas, pentecostais e neopentecostais.

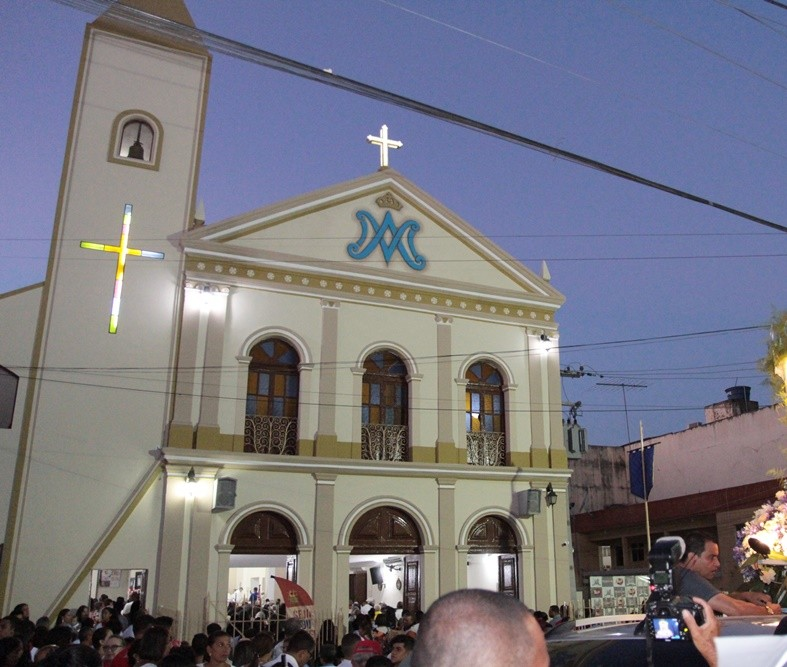
Paróquia Matriz de Nossa Senhora do Livramento em sua 109° festa

Entre as manifestações religiosas católicas merece destaque a festa de Santo Antão, que acontece no dia 17 de janeiro. Nesta data comemora-se efusivamente o padroeiro com secular procissão que teve início em 1626, com certeza a mais antiga do Brasil.

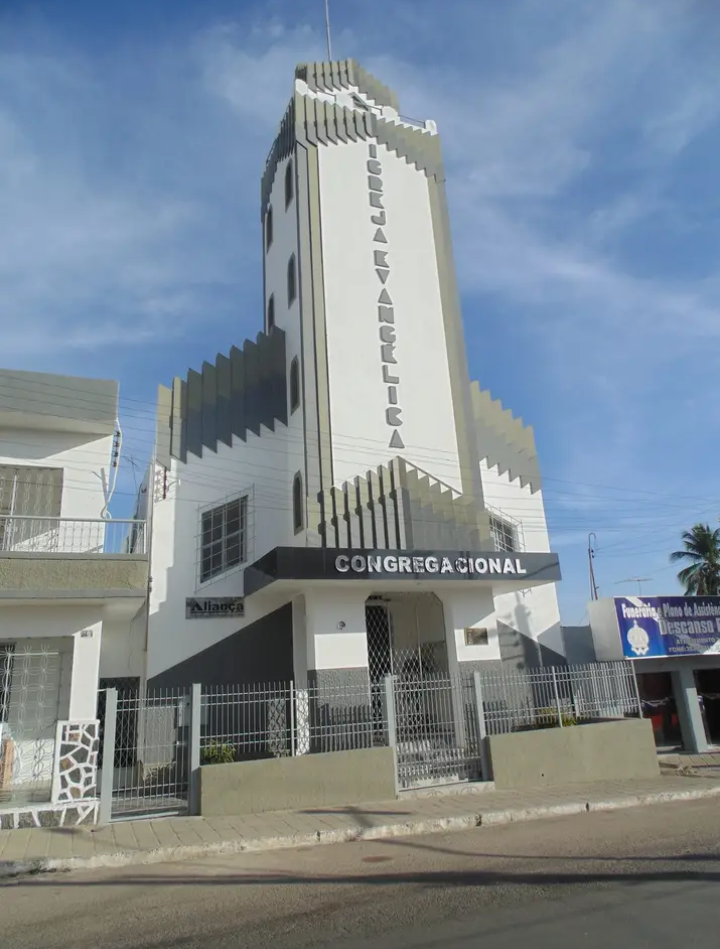
Igreja Evangélica Congregacional fundada por Ingleses em 1907.

## Vitorienses notórios
- Ver Biografias de vitorienses notórios